# Powiat oleski
Powiat oleski – powiat w Polsce (w północno-wschodniej części województwa opolskiego), utworzony w 1999 roku w ramach reformy administracyjnej. Jego siedzibą jest miasto Olesno.
W skład powiatu wchodzą:
- gminy miejsko-wiejskie: Dobrodzień, Gorzów Śląski, Olesno, Praszka
- gminy wiejskie: Radłów, Rudniki, Zębowice
- miasta: Dobrodzień, Gorzów Śląski, Olesno, Praszka

Reforma administracyjna w Polsce (1999) nie objęła granicami powiatu oleskiego dotychczas związanej z nim gminy Lasowice Wielkie.
Według danych z 31 grudnia 2019 roku powiat zamieszkiwały 64 293 osoby. Natomiast według danych z 30 czerwca 2020 roku powiat zamieszkiwało 64 167 osób.

## Historia
Historycznie większość powiatu stanowi część Górnego Śląska, a pozostała część – ziemi wieluńskiej (gmina Praszka i Rudniki).
Topograficzny opis Górnego Śląska z 1865 roku odnotowuje dane ludnościowe: „(...)zusammen 45,279 Civileinwohner, worunter 21,947 mannlich und 23,332 weidlich (...) Der Religion nach find 38,504 oder 85 Prozent Katoliken, 5938 oder 13 Procent Evangelische und 817 oder 2 Procent Juden (...)”, czyli w tłumaczeniu „razem w powiecie mieszka 45,279 obywateli, 21,947 mężczyzn oraz 23,332 kobiet (...) Pod względem religijnym 38,504 lub 85% katolików, 5938 lub 13% ewangelików oraz 817 lub 2% Żydów”. W XIX wieku w powiecie głównie na prowincji mieszkała liczna ludność polskojęzyczna – „Die Landbevölkerung ist polnischen Stammes und auf dem flachen Lande herrscht diese Nationalitat mit Ausnahme” (Ludność wiejska wywodzi się z plemienia polskiego, a na terenach równinnych narodowość ta dominuje z pewnymi wyjątkami).

## Demografia

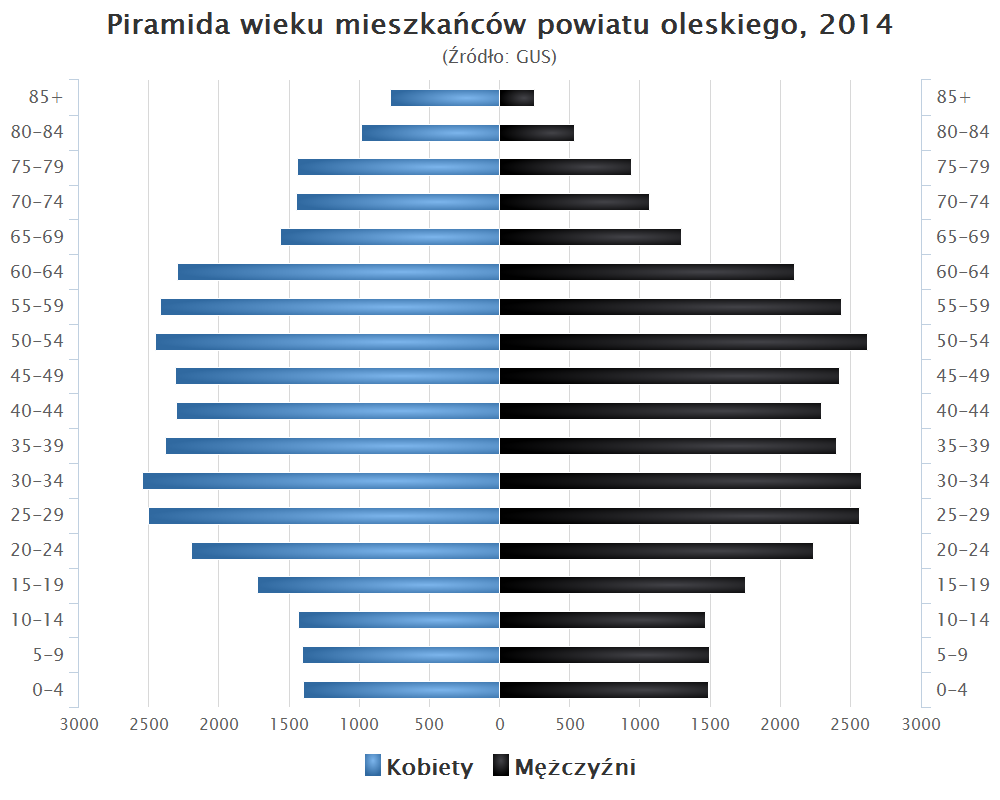
Piramida wieku mieszkańców powiatu oleskiego w 2014 roku

Liczba ludności (dane z 30 czerwca 2006):
|        | Ogółem | Ogółem | Kobiety | Kobiety | Mężczyźni | Mężczyźni |
| osób   | %      | osób   | %       | osób    | %         |           |
| ------ | ------ | ------ | ------- | ------- | --------- | --------- |
| Ogółem | 68 269 | 100    | 34 961  | 51,21   | 33 308    | 48,79     |
| Miasto | 25 110 | 36,78  | 12 964  | 18,99   | 12 146    | 17,79     |
| Wieś   | 43 159 | 63,22  | 21 997  | 32,22   | 21 162    | 31,00     |

▶Wieś vs ▶miasto
Ogółem (▶k, ▶m)
Miasto (▶k, ▶m)
Wieś (▶k, ▶m)

## Starostowie olescy
- Jan Kus (1999–2014) (MN)
- Stanisław Belka (2014–2018) (PO)
- Roland Fabianek (2018-2024) (MN)
- Bożena Konarska-Markiewicz (od 2024)

## Sąsiednie powiaty
- powiat strzelecki
- powiat opolski
- powiat kluczborski
- powiat wieruszowski (łódzkie)
- powiat wieluński (łódzkie)
- powiat kłobucki (śląskie)
- powiat lubliniecki (śląskie)